# 4696 Arpigny
A 4696 Arpigny (ideiglenes jelöléssel 1985 TP) a Naprendszer kisbolygóövében található aszteroida. Edward L. G. Bowell fedezte fel 1985. október 15-én.